# Edmund Groag
Edmund Groag, né le 2 février 1873 à Prerau et mort le 19 août 1945 à Vienne, est un érudit classique autrichien, spécialisé dans l'histoire romaine.

## Biographie

### Vie personnelle
Né dans une famille juive, il se convertit au catholicisme en 1901. Malgré cela, il est démis de ses fonctions à l'université pour des raisons raciales après l'Anschluss. Pendant la prise de pouvoir des nazis en Autriche, il vit dans un état précaire à Vienne. Il meurt d'une maladie quelques mois après la libération de la ville,.

### Vie professionnelle

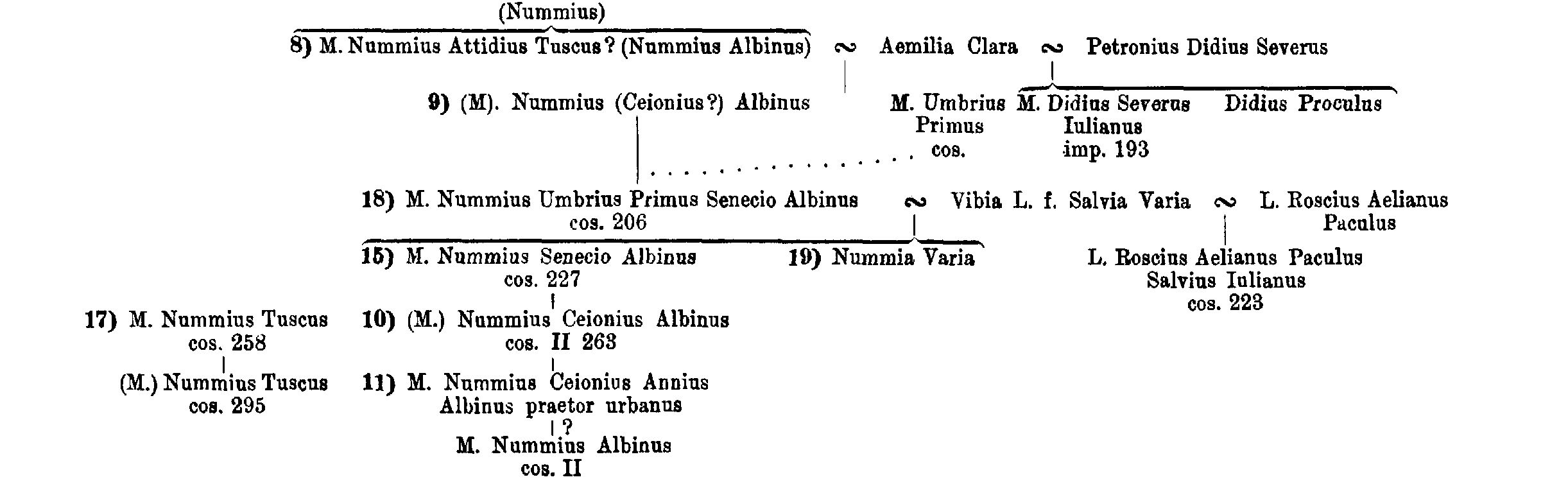
Arbre généalogique de Nummius réalisé par Edmund Groag dans son ouvrage Realencyclopädie der classischen Altertumswissenschaft.

À partir de 1892, il étudie l'histoire et la philologie à l'université de Vienne où il obtient son doctorat en 1895 avec sa thèse sur Tacitus, Zur Kritik von Tacitus’ Quellen in den Historien. Avec une bourse d'études, il se rend à Rome en 1898-1899, puis commence à travailler en 1901 à la Bibliothèque nationale autrichienne, institution à laquelle il sera associé pendant la majeure partie de sa carrière. En 1918, il obtient son habilitation à l'université où il est nommé en 1925 professeur associé d'histoire romaine. En 1933, il devient membre de l'Institut archéologique allemand,.
Avec Arthur Stein, il publie une deuxième édition inachevée de la Prosopographia Imperii Romani (trois volumes entre 1933 et 1943). Il est également l'auteur de nombreux articles dans la Realencyclopädie der classischen Altertumswissenschaft.

## Publications
- (de) Die Adoption Hadrians, 1899.
- (de) Die römischen Inschriftsteine der Hofbibliothek, 1913.
- (de) avec Heinrich Montzka, Geschichte des Altertums bis zur Begründung des römischen Kaiserreiches, 1914.
- (de) Beiträge zur Geschichte des zweiten Triumvirats, 1915.
- (de) Studien zur römischen Kaisergeschichte, 1918-1919.
- (de) Römische Cäsaren, 1926.
- (de) Neue Literatur über Caesar und Augustus, 1926.
- (de) Der Dichter Porfyrius in einer stadtrömischen Inschrift, 1926-1927.
- (de) Hannibal als Politiker, 1929.
- (de) Prosopographische Bemerkungen, 1931.
- (de) Die römischen Reichsbeamten von Achaia bis auf Diokletian, 1939.
- (de) Die Reichsbeamten von Achaia in spätrömischer Zeit, 1946.